# Gauleiter

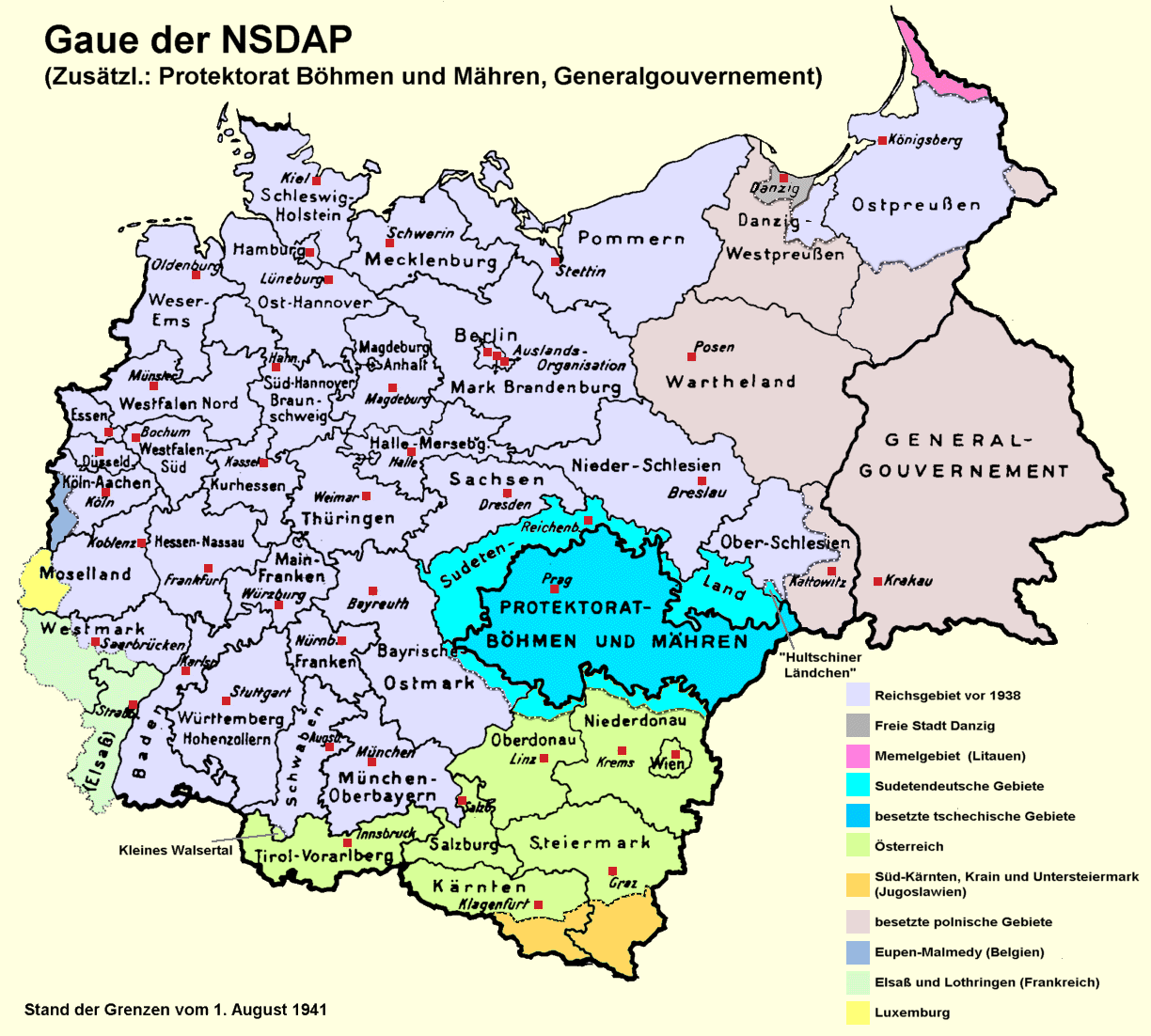
Gauindelning år 1941.

En Gauleiter var ledaren för ett av de 43 partidistrikten, Parteigau, i det nazistiska Tyskland. Han var direkt underställd Führer Adolf Hitler.

## Befogenheter
Positionen som Gauleiter inrättades av Nationalsocialistiska tyska arbetarepartiet (NSDAP) år 1926. Efter det nazistiska maktövertagandet blev en Gauleiter i praktiken oinskränkt härskare över sitt partidistrikt. År 1942 blev alla Gauleiter även riksförsvarskommissarier (Reichsverteidigungskommissare) underställda Joseph Goebbels, som riksfullmäktige för den totala krigsinsatsen (Reichsbevollmächtigter für den totalen Kriegseinsatz). De flesta riksståthållare var även Gauleiter, men det var bara utvalda Gauleiter som fick bli riksståthållare.

## Lista överGauleitermed respektiveGau

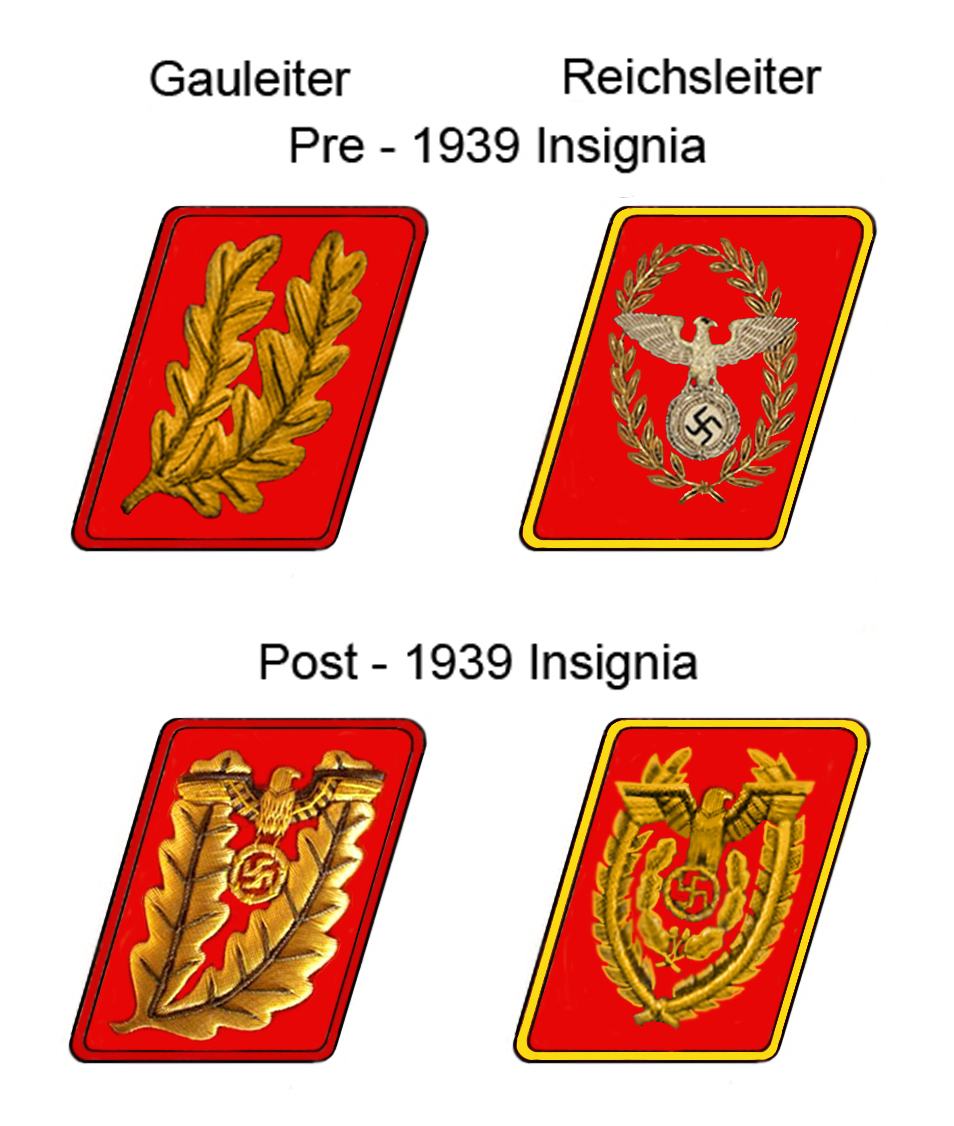
Gradbeteckningar för Gauleiter och Reichsleiter på partiuniformen.

- Auslands-Organisation der NSDAP (NSDAP/AO)
  - Hans Nieland (1930–1933)
  - Ernst Bohle (1933–1945)
- Gau Baden, Gauleiter:
  - Robert Wagner (1925–1945)

- Gau Bayerische Ostmark, Gauleiter:
  - Hans Schemm (1933–1935)

- Gau Berlin, Gauleiter:
  - Joseph Goebbels (1929–1945)

- Gau Berlin-Brandenburg, Gauleiter:
  - Ernst Schlange (1925–1926)
  - Joseph Goebbels (1926–1929)

- Gau Brandenburg, Gauleiter:
  - Emil Holz (1929–1930)
  - Ernst Schlange (1930–1933)

- Gau Danzig (från 1939 Danzig-Westpreussen, Gauleiter:
  - Hans-Albert Hohnfeldt (1926–1928)
  - Walter Maaß (1928–1930)
  - Albert Forster (1930–1945)

- Gau Düsseldorf, Gauleiter:
  - Friedrich Karl Florian (1929–1945)

- Gau Essen, Gauleiter:
  - Josef Terboven (1928–1945)
    - Ställföreträdande Gauleiter: Fritz Schlessmann (april 1940 – maj 1945)

- Reichsgau Flandern, Gauleiter:
  - Jef van de Wiele (december 1944 – april 1945)

- Gau Franken, Gauleiter:
  - Julius Streicher (1929–1940)
  - Hans Zimmermann (1940–1941)
  - Karl Holz (1942–1945)
    - Ställföreträdande Gauleiter: Karl Holz (1940–1945)

- Gau Halle-Merseburg, Gauleiter:
  - Walter Ernst (1925–1926)
  - Paul Hinkler (1926–1930)
  - Rudolf Jordan (1930–1937)
  - Joachim Albrecht Eggeling (1938–1945)

- Gau Hamburg, Gauleiter:
  - Josef Klant (1925–1926)
  - Albert Krebs (1927–1928)
  - Hinrich Lohse (1928–1929)
  - Karl Kaufmann (1929–1945)

- Gau Hannover-Nord, Gauleiter:
  - Bernhard Rust (1925–1928)

- Gau Hannover-Süd, Gauleiter:
  - Ludolf Haase (1927–1928)

- Gau Hessen-Darmstadt, Gauleiter:
  - Friedrich Ringhausen (1927–1931)
  - Peter Gmeinder (1931)
  - Karl Benz (1932–1933)

- Gau Hessen-Nassau, Gauleiter:
  - Jakob Sprenger (1933–1945)

- Gau Hessen-Nassau-Nord, Gauleiter:
  - Walter Schultz (1926–1927)
  - Karl Weinrich (1927–1943)
  - Ställföreträdande Gauleiter: Karl Gerland (1944–1945)

- Gau Hessen-Nassau-Süd, Gauleiter:
  - Anton Haselmayer (1925–1926)
  - Walter Schultz (1926–1927)
  - Jakob Sprenger (1927–1933)

- Gau Kärnten, Gauleiter:
  - Hubert Klausner (1939–1940)
  - Franz Kutschera (1940–1941)
  - Friedrich Rainer (1942–1944)

- Gau Koblenz-Trier, Gauleiter:
  - Gustav Simon (1931–1945)

- Gau Köln-Aachen
  - Joseph Grohé (1931–1945)

- Gau Kurmark, Gauleiter:
  - Wilhelm Kube (1933–1936)
  - Emil Stürtz (1939–1945)

- Gau Lüneburg-Stade, Gauleiter:
  - Otto Telschow (1925–1928)

- Gau Magdeburg-Anhalt, Gauleiter:
  - Hermann Schmischke (1925–1928)
  - Wilhelm Friedrich Loeper (1927–1933)
  - Paul Hofmann (1933)
  - Wilhelm Friedrich Loeper (1934–1935)
  - Joachim Albrecht Eggeling (1935–1937)
  - Rudolf Jordan (1937–1945)

- Gau Mecklenburg, Gauleiter:
  - Friedrich Hildebrandt (1925–1930)
  - Herbert Albrecht (1930–1931)
  - Friedrich Hildebrandt (1931–1945)

- Gau Mittelfranken, Gauleiter:
  - Wilhelm Grimm (1928)

- Gau Moselland

- Gau München-Oberbayern, Gauleiter:
  - Adolf Wagner (1933–1944)
  - Paul Giesler (1944–1945)

- Gau Niederbayern, Gauleiter:
  - Fritz Reinhardt (1928-1930)
  - Otto Ebersdobler (1930–1932)

- Gau Niederbayern–Oberpfalz, Gauleiter:
  - Gregor Strasser (1925–1929)

- Gau Niederdonau, Gauleiter:
  - Hugo Jury (1939–1945)

- Gau Niederschlesien, Gauleiter:
  - Karl Hanke (1940–1945)

- Gau Oberdonau, Gauleiter:
  - August Eigruber (1939–1945)

- Gau Oberfranken, Gauleiter:
  - Hans Schemm (1928–1933)

- Gau Oberpfalz, Gauleiter:
  - Franz Maierhofer (1929–1932)

- Gau Oberschlesien, Gauleiter:
  - Fritz Bracht (1940–1945)

- Gau Osthannover, Gauleiter:
  - Otto Telschow (1925–1945)

- Gau Ostmark, Gauleiter:
  - Wilhelm Kube (1928–1933)

- Gau Ostpreußen, Gauleiter:
  - Bruno Gustav Scherwitz (1925–1927)
  - Erich Koch (1928–1945)

- Gau Pfalz–Saar, Gauleiter:
  - Josef Bürckel (1935–1944)
  - Willi Stöhr (1944–1945)

- Gau Pommern, Gauleiter:
  - Theodor Vahlen (1925–1927)
  - Walter von Corswant (1928–1931)
  - Wilhelm Karpenstein (1931–1934)
  - Franz Schwede-Coburg (1935–1945)

- Gau Rheinland–Nord, Gauleiter:
  - Karl Kaufmann (1925–1926)

- Gau Rheinland–Süd, Gauleiter:
  - Heinz Haake (1925)
  - Robert Ley (1925–1931)

- Gau Rheinpfalz, Gauleiter:
  - Josef Bürckel (1926–1935)

- Gau Ruhr, Gauleiter:
  - Karl Kaufmann (1926–1929)
  - Josef Wagner (1929–1931)

- Gau Saarland, Gauleiter:
  - Josef Bürckel (1933–1935)

- Gau Sachsen, Gauleiter:
  - Martin Mutschmann (1925–1945)

- Gau Salzburg, Gauleiter:
  - Friedrich Rainer (1939–1941)
  - Gustav Adolf Scheel (1941–1945)

- Gau Schlesien, Gauleiter:
  - Helmut Bruckner (1925-1934)
  - Josef Wagner (1934-1940)

- Gau Schleswig-Holstein, Gauleiter:
  - Hinrich Lohse (1925–1945)

- Gau Schwaben, Gauleiter:
  - Karl Wahl (1928–1945)

- Gau Stadel (Bayern), Gauleiter:
  - Hans-Arnold Stadler (1944–1945)

- Gau Steiermark, Gauleiter:
  - Siegfried Uiberreither (1939–1945)

- Gau Sudetenland (Sudetengau), Gauleiter:
  - Konrad Henlein (1939–1945)

- Gau Südhannover-Braunschweig, Gauleiter:
  - Bernhard Rust (1928–1940)
  - Hartmann Lauterbacher (1940–1945)

- Gau Thüringen, Gauleiter:
  - Artur Dinter (1925–1927)
  - Fritz Sauckel (1927–1945)

- Gau Tirol, Gauleiter:
  - Franz Hofer (1932–1933)

- Gau Tirol-Vorarlberg, Gauleiter:
  - Franz Hofer (1938–1945)

- Gau Unterfranken, Gauleiter:
  - Otto Hellmuth (1928–1945)

- Reichsgau Wallonien, Gauleiter:
  - Léon Degrelle (1944-1945)

- Gau Wartheland (Warthegau), Gauleiter:
  - Arthur Greiser (1939–1945)

- Gau Weser-Ems, Gauleiter:
  - Karl Rover (1929–1942)
  - Paul Wegener (1942–1945)

- Gau Westfalen, Gauleiter:
  - Franz Pfeffer von Salomon (1925–1926)

- Gau Westfalen-Nord, Gauleiter:
  - Alfred Meyer (1932–1945)

- Gau Westfalen-Süd, Gauleiter:
  - Josef Wagner (1932–1941)
  - Paul Giesler (1941–1943)
  - Albert Hoffmann (1943-1945)

- Gau Wien, Gauleiter:
  - Odilo Globocnik (1938–1939)
  - Josef Bürckel (1939–1940)
  - Baldur von Schirach (1940–1945)

- Gau Württemberg-Hohenzollern, Gauleiter:
  - Eugen Munder (1925–1928)
  - Wilhelm Murr (1928–1945)

### Webbkällor
- Lilla, Joachim. ”Übersicht der NSDAP-Gaue, der Gauleiter und der Stellvertretenden Gauleiter 1933 bis 1945” (på tyska). Shoa.de. Arkiverad från originalet den 10 februari 2014. https://www.webcitation.org/6NHj2kAA9?url=http://www.zukunft-braucht-erinnerung.de/index.php?option=com_content. Läst 10 februari 2014.
- ”Pictures of Nazi Gauleiter” (på tyska). German Propaganda Archive. Calvin College, Grand Rapids, Michigan. Arkiverad från originalet den 10 februari 2014. https://www.webcitation.org/6NHjBzxQ9?url=http://www.calvin.edu/academic/cas/gpa/gauleiter.htm. Läst 10 februari 2014.